# Teatro Dr. Alfredo Celis Pérez
El Teatro Dr. Alfredo Celis Pérez (conocido como antiguo Anfiteatro de Bárbula), es un teatro-auditorio ubicado en la Ciudad Universitaria Bárbula de la Universidad de Carabobo. Fue inaugurado el 9 de diciembre de 1951. Remodelado y reinaugurado, el 25 de mayo de 1996. Es actualmente sede de múltiples presentaciones de distintas disciplinas musicales, teatrales y actorales de artistas tanto nacionales como internacionales; así como también lugar de aforo de conferencias, actos de grado universitarios, etc.
- Datos: Q17631090